# Ладанова, Юлия Викторовна
Юлия Викторовна Ладанова (род. 1978, Мурманск) — российская хоккеистка с мячом, нападающий. Серебряный призёр чемпионата мира 2008 года.

## Биография
Юлия Ладанова родилась в 1978 году в Мурманске.
В 1987 году начала заниматься хоккеем с мячом в детской команде 305-го микрорайона. С 1991 года стала играть за команду «Восходящие звёзды». С 1994 года выступала за мурманскую «Арктику». В её составе дважды выигрывала серебряные (1995, 1997) и семь раз бронзовые (1996, 1998—2001, 2006—2007) медали чемпионата России, дважды становилась бронзовым призёром Кубка России по хоккею с мячом (2006—2007). В мини-хоккее девять раз выигрывала медали чемпионата России: дважды — золотые (1996—1997), один раз — серебряную (2000), шесть раз — бронзовые (1993—1995, 1998—1999, 2001).
В 1993—1995 годах выигрывала Кубок мира по ринк-бенди в составе сборной России среди девушек.
В 1995—1997 годах выступала за сборную России по ринк-бенди. В её составе завоевала бронзу чемпионата мира.
В 2008 году дебютировала в женской сборной России по хоккею с мячом, завоевав серебряную медаль чемпионата мира в Швеции.
Мастер спорта России (1995).